# Голубятников, Михаил Данилович
Михаил Данилович Голубятников (1897, Старобельск — 25 октября 1937, Киев) — советский партийный и общественный деятель

## Биография
Родился в 1897 году в городе Старобельск Харьковской губернии.
С 1928 г. — член коллегии Народного комиссариата финансов СССР.
В 1929—1930 годах — председатель Зиновьевского окружного исполнительного комитета
С 10.1932 — председатель Организационного комитета Президиума ВУЦИК по Черниговской области.
До 1934 — председатель Черниговского облисполкома. С 23.1.1934 по 30.8.1937 кандидат в члены ЦК КП(б)Украины.
26 января—10 февраля 1934 года делегат XVII съезда ВКП(б) с решающим голосом.
16 октября 1934 — 1 сентября 1936 — заместитель народного комиссара земельных дел Украинской ССР.
1 сентября 1936 — 1 августа 1937 — народный комиссар коммунального хозяйства Украинской ССР.
1.08.1937 арестован. 24 октября 1937 года по приговору Военной коллегии Верховного суда СССР приговорен к высшей мере наказания, а на следующий день казнен.
22 сентября 1956 года определением Военной коллегии Верховного суда СССР приговор от 24.10.1937 года отменен, а дело прекращено за отсутствием состава преступления(посмертно реабилитирован).
Документ № 174 
На первом листе имеется резолюция Сталина: «За арест Маркитана».
26.08.1937
Совершенно секретно
Тов. СТАЛИНУ
Направляю копию телеграммы тов. БЕЛЬСКОГО.
Прошу санкции на арест МАРКИТАНА
Народный комиссар внутренних дел Союза ССР ЕЖОВ
Совершенно секретно
Арестованный нами ГОЛУБЯТНИКОВ — бывший нарком коммунального хозяйства УССР, ранее председатель Черниговского облисполкома показал, что является участником антисоветской националистической организации, проводившей активную вредительскую работу в промышленности и сельском хозяйстве, назвал ряд участников организации, в том числе МАРКИТАНА — секретаря Черниговского обкома ВКП(б). С последним был организационно связан с 1932 года.
ГОЛУБЯТНИКОВ завербовал КУЗЬМЕНКО — бывшего Наркомлеса УССР (арестовывается), КРИХА — бывшего Наркомсовхозов (арестован) и других. По показаниям ГОЛУБЯТНИКОВА МАРКИТАН был организационно связан с ХВЫЛЕЙ и ПОРАЙКО. МАРКИТАН проходит также по показаниям КУРЯТНИКОВА — бывшего начальника семенного управления Наркомзема как участник организации правых с 1927 года.
Прошу санкции на арест МАРКИТАНА.
БЕЛЬСКИЙ
23 августа 1937 г.
№ 2442